# Liste der Biografien/Bacl
Liste der Biografien |
Portal Biografien |
Personensuche
# |
A |
B |
C |
D |
E |
F |
G |
H |
I |
J |
K |
L |
M |
N |
O |
P |
Q |
R |
S |
T |
U |
V |
W |
X |
Y |
Z |
?
 
Ba |
Be |
Bd |
Bg |
Bh |
Bi |
Bj |
Bl |
Bm |
Bn |
Bo |
Br |
Bs |
Bu |
Bw |
By |
Bz
 
Baa |
Bab |
Bac |
Bad |
Bae |
Baf |
Bag |
Bah |
Bai |
Baj |
Bak |
Bal |
Bam |
Ban |
Bao |
Bap |
Baq |
Bar |
Bas |
Bat |
Bau |
Bav |
Baw |
Bax–Baz
 
Baca |
Bacc |
Bace |
Bach |
Baci |
Back |
Bacl |
Bacm |
Baco |
Bacq |
Bacr |
Bacs |
Bacu |
Bacv |
Bacy |
Bacz
Die Liste der Biografien führt alle Personen auf, die in der deutschsprachigen Wikipedia einen Artikel haben. Dieses ist eine Teilliste mit 5 Einträgen von Personen, deren Namen mit den Buchstaben „Bacl“ beginnt.

## Bacl

### Bacla
- Baclanova, Olga (1893–1974), russische Schauspielerin der späten Stummfilm- und frühen TonfilmzeitOlga Baclanova (1893–1974)

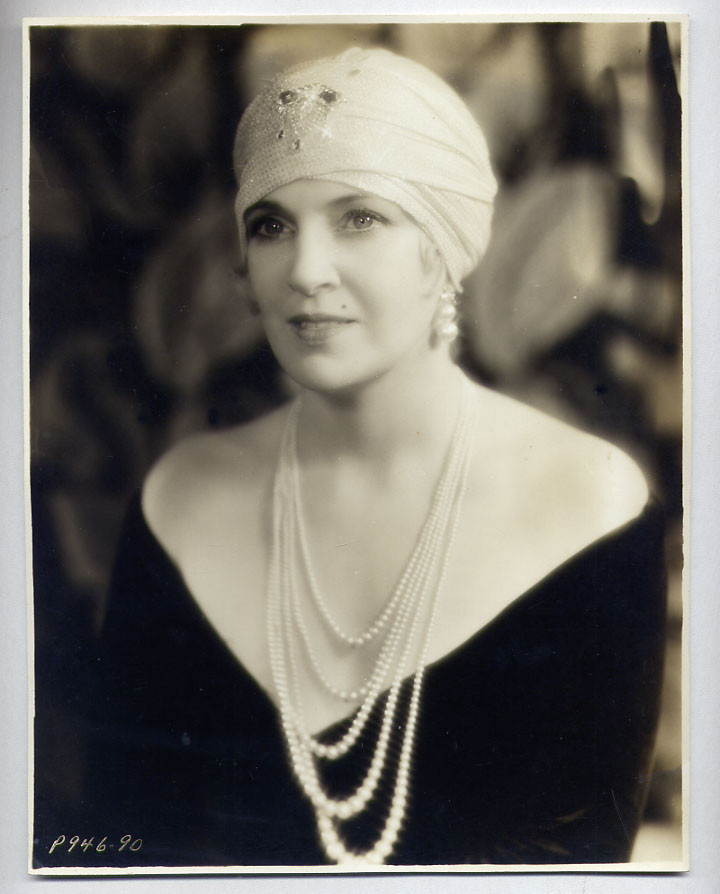
Olga Baclanova (1893–1974)

### Bacle
- Baclé, Louis Lucien (1853–1938), französischer Bauingenieur
- Bacler d’Albe, Joseph Albert (1789–1824), französischer Militärtopograf
- Bacler d’Albe, Louis Albert Guislain (1761–1824), französischer Militärtopograf und Maler

### Bacli
- Baclig, Jason (* 1982), kanadisch-australischer Eishockeyspieler